# Roald
Roald ist ein norwegischer männlicher Vorname.

## Herkunft und Bedeutung
Roald ist die nordische Version des altdeutschen „Rodewalds“, zusammengesetzt aus dem althochdeutschen „[h]ruom“/„[h]ruod“ für „Ruhm“ und dem althochdeutschen „walten“ für „herrschen“. Die altisländische Egils-Saga erwähnt einen Hroald als Jarl über das westnorwegische Firdafylke zur Zeit Harald Schönhaars.

## Namensträger
- Roald Aas (1928–2012), norwegischer Eisschnellläufer und Radrennfahrer
- Roald Amundsen (1872–1928), norwegischer Polarforscher
- Roald Dahl (1916–1990), norwegisch-walisischer Schriftsteller
- Roald H. Fryxell (1934–1974), US-amerikanischer Geologe und Archäologe
- Roald Goethe (1960), deutscher Unternehmer und Autorennfahrer
- Roald Hoffmann (* 1937), US-amerikanischer Chemiker, 1981 Nobelpreisträger für Chemie
- Roald Larsen (1898–1959), norwegischer Eisschnellläufer
- Roald Reinecke (1940–2014), deutscher Violinist
- Roald Sinnurowitsch Sagdejew (1932), russischer Physiker

## Sonstiges
- Roald Amundsen (Schiff)
- Roald-Gletscher, Gletscher auf Coronation Island, Südliche Orkneyinseln, Antarktis